# Barend Biesheuvel
Willem Barend Biesheuvel (ur. 5 kwietnia 1920 w Haarlemmerliede, zm. 29 kwietnia 2001 w Haarlemie) – holenderski polityk, działacz konserwatywnej i protestanckiej Partii Antyrewolucyjnej, deputowany, wicepremier i minister, od 1971 do 1973 premier Holandii.

## Życiorys
Urodził się w gminie Haarlemmerliede en Spaarnwoude. Kształcił się w szkołach w Spaarndam i w Haarlemie. W latach 1940–1945 studiował prawo na Wolnym Uniwersytecie w Amsterdamie. Pracował następnie w administracji prowincji Holandia Północna oraz jako sekretarz do spraw zagranicznych w fundacji rolniczej Stichting voor de Landbouw. W latach 1952–1959 był sekretarzem generalnym CBTB, chrześcijańskiej organizacji skupiającej rolników i ogrodników. Później do 1963 pełnił funkcje przewodniczącego tego zrzeszenia.
Działał w Partii Antyrewolucyjnej, był zwolennikiem współpracy holenderskich ugrupowań chadeckich. W latach 1956–1963, 1967–1971 i 1972–1973 wykonywał mandat deputowanego do Tweede Kamer. Od 1961 do 1963 był delegatem Stanów Generalnych do Parlamentu Europejskiego. Od lipca 1963 do kwietnia 1967 zajmował stanowiska wicepremiera, ministra rolnictwa i rybołówstwa oraz ministra do spraw pomocy i wsparcia dla Surinamu i Antyli Holenderskich. W latach 1967–1971 był liderem politycznym ARP, w tym samym okresie pełnił funkcję przewodniczącego frakcji poselskiej partii.
Od lipca 1971 do maja 1973 sprawował urząd premiera. Kilka miesięcy po wyborach z 1972 zastąpił do Joop den Uyl. Barend Biesheuvel wycofał się wkrótce z aktywnej działalności politycznej. W późniejszych latach uzyskał członkostwo w powstałym z połączenia ugrupowań chadeckich Apelu Chrześcijańsko-Demokratycznym. W późniejszych latach obejmował różne stanowiska w przedsiębiorstwach i instytucjach. Był m.in. członkiem rady doradczej koncernu Unilever i członkiem rady nadzorczej linii lotniczych KLM.

## Życie prywatne
Jego żoną od 1945 była Wilhelmina Jacoba Meuring. Miał dwie córki i jednego syna.

## Odznaczenia
- Order Oranje-Nassau IV klasy (1962), II klasy (1967), I klasy (1991)[1]
- Order Lwa Niderlandzkiego II klasy (1973)[1]